# Sergej Mikaėljan
Sergej Gerasimovič Mikaėljan (in russo Серге́й Гера́симович Микаэля́н?; Mosca, 1º novembre 1923 – San Pietroburgo, 10 dicembre 2016) è stato un regista sovietico, dal 1991 russo.

## Biografia
Il padre del regista, Gerasim Sergeevič Mikaėljan, scrittore d'origini armene, arrestato nel corso delle purghe staliniane, morì nel 1942 durante il trasferimento dalla prigione di Vologda al campo di Vjatlag, nell'Oblast' di Kirov. All'età di 17 anni Mikaėljan si arruolò come volontario sul fronte orientale della seconda guerra mondiale, e partecipò alla battaglia di Ržev: ferito a più riprese, si guadagnò diverse decorazioni. Le esperienze di guerra del regista sono raccolte nella sua novella pubblicata nel 2015 Не убит подо Ржевом (Non ucciso a Ržev).
Di ritorno alla vita da civile, Mikaėljan si iscrive all'Università russa di arti teatrali, seguendo i corsi degli attori Boris Zachava e Andrej Popov, e dell'attrice e regista Marija Knebel'. Diplomatosi nel 1951, è attivo come regista nei teatri di Saratov e Gor'kij, ed in seguito di Mosca e Leningrado; nel 1954-56 è direttore artistico del teatro "Maksim Gor'kij" di Tashkent. Dal 1956 ha inizio la sua carriera di regista cinematografico per la casa di produzione Lenfil'm. Nel 1959 completa la propria formazione come regista con un corso presso la Mosfil'm. Dal 1959 al 1961 lavora presso la casa di produzione Kinostudija Gor'kogo. Il film Premija del 1975, con l'attore Evgenij Leonov, gli vale il Premio Stalin. Nel 1983 il suo film Vljublën po sobstvennomu želaniju è stato presentato alla 33ª edizione del Festival di Berlino.
Il suo film Rejs 222 (Рейс 222) del 1985 è basato su un fatto reale, la defezione di Alexander Godunov, artista del Bol'šoj di Mosca, che nell'agosto del 1979 è fuggito in occidente, causando un incidente diplomatico fra gli Stati Uniti e l'Unione Sovietica. Dal 1989 Mikaėljan è stato direttore artistico dello studio "Petropol'" di San Pietroburgo. Dal 24 al 28 settembre 2012 Mikaėljan ha partecipato al XX Festival cinematografico nazionale russo "Виват кино России!". Morto il 10 dicembre 2016, Mikaėljan è sepolto al cimitero Serafimovskoe di San Pietroburgo.

## Stile
Se si eccettua Prinimaju boj (Принимаю бой) del 1965, il regista evita accuratamente le situazioni tragiche: le sue sceneggiature si svolgono principalmente nel contesto sociale entro il quale i protagonisti si oppongono alla routine che minaccia di intaccare la loro personalità; ciononostante la critica delle pratiche del regime ai tempi corrente vi si insinua impercettibilmente. È solo durante la Perestrojka, quando diviene possibile fare accenno ai fallimenti del socialismo reale, che Mikaėljan abbandona i suoi soggetti privilegiati per accostarsi ai drammi di guerra, o anche alla commedia.

## Teatro
Gde-to v Sibiri (Где-то в Сибири) di Irina Irošnikova (Teatro Accademico di Saratov), 1951.

## Filmografia
- Разноцветные камешки (1960)
- Prinimaju boj (Принимаю бой) (1963)
- Idu na grozu (Иду на грозу), anche sceneggiatura (1965)
- Bare et liv – Historien om Fridtjof Nansen (1968)
- Rasskaži mne o sebe (Расскажи мне о себе) (1971)
- Grossmejster (Гроссмейстер) (1972)
- Premija (Премия) (1975)
- Vdovy (Вдовы) (1976)
- S ljubov'ju popolam (С любовью пополам) (1979)
- Vljublën po sobstvennomu želaniju (Влюблён по собственному желанию), anche sceneggiatura (1983)
- Reys 222 (Рейс 222) (1985)
- Sto soldat i dve devuški (Сто солдат и две девушки), anche sceneggiatura (1990)
- Razborčivyj ženich (Разборчивый жених), anche sceneggiatura (1993)
- Golodajuščij Povolž'ja (Голодающий Поволжья) (1994)[19]
- Francuzskij val's (Французский вальс), anche sceneggiatura (1995)
- Zvëzdočka moja nenagljadnaja (Звёздочка моя ненаглядная) (2000)
- Zimnij veter (Зимний ветер) (2006)

## Riconoscimenti
- 1976: Premio Stalin per il film Premija (Премия), realizzato nel 1975.
- 1983: premio ВКФ (VKF, Vsesojuznyj kinofestival', Всесоюзный кинофестиваль) per il film Vljublën po sobstvennomu želaniju (Влюблён по собственному желанию) uscito nel 1983[20].
- 1983: è nominato "artista del popolo" dell'URSS[5].

## Onorificenze
- Medaglia per la vittoria sulla Germania nella grande guerra patriottica 1941-1945
- Ordine della Gloria (Decorazione sovietica istituita nel 1943, per sottoufficiali e soldati delle Forze Armate e dell'Aeronautica)
- Ordine della Guerra patriottica di prima classe (1985)